# Christo Botev
Christo Botev, bulharsky Христо Ботев (6. ledna 1848 Kalofer – 1. června 1876 Stara Planina, vrch Okolčica) byl bulharský básník, novinář a revolucionář. Pro Bulhary je národním hrdinou a symbolem boje za bulharskou nezávislost. V boji proti turecké nadvládě také padl.

## Život
Christo Botev, se narodil jako Christo Boťov Petkov (lze nalézt i přepisy Botjov, Botyov) v učitelské rodině jako nejstarší z devíti dětí. Otec měl široké vzdělání, dopisoval do bulharských novin, usiloval o zvýšení národního uvědomění Bulharů. Matka znala stovky lidových písní a na svého syna přenesla lásku k lidovému umění. Po dokončení základní školy v rodném Kaloferu v roce 1863 odešel studovat do Oděsy, kde získal stipendium na gymnáziu. Po dvou letech byl pro nedostatek zájmu o výuku ze školy vyloučen. Zůstal v Oděse, věnoval se soukromému studiu a pracoval jako domácí učitel v rodině polských emigrantů. Koncem října 1866 odejel do vesnice Zadunajevka v Besarábii, kde přijal místo učitele. V roce 1867 se vrátil domů do Kaloferu a suploval ve škole za svého nemocného otce. Z té doby se dochovaly jeho první literární pokusy. Jeho první báseň Majce si (Své matce) byla uveřejněna v časopise Gajda (Dudy). Aktivně se zapojil do veřejného života, vyzýval k boji za osvobození Bulharska. Protože na závěrečné školní slavnosti pronesl ostře protiturecký projev, musel emigrovat. Chtěl odejet zpět do Ruska, ale z finančních důvodů zůstal v Rumunsku, kde se podílel na přípravě ozbrojeného oddílu, který měl být vyslán do Bulharska. V roce 1869 se v Bukurešti seznámil s Vasilem Levským, významnou postavou osvobozeneckého boje. Žil ve velmi skrovných poměrech, onemocněl, ale přesto připravoval svou první knížku. Sbírka básní a prozaických prací pro nedostatek financí vydána nebyla. Pomáhal vydávat časopis Tapan (Buben). V roce 1869 se vrátil do Besarábie, kde po dva roky učil a zároveň udržoval úzké spojení s bulharskými emigranty. V roce 1871 odejel zpět do Rumunska a zde začal téhož roku pod pseudonymem D.Čavdar vydávat noviny Duma na bulgarskite emigranti (Slovo bulharských emigrantů), přispíval do časopisu Karles (Klíště), spolupracoval na časopise Svoboda. V novinách publikoval i svoje básně, z ruštiny přeložil učebnici aritmetiky. Rovněž se stal členem bulharského revolučního ústředního výboru. Pro svoji politickou činnost byl v Rumunsku několikrát zatčen. V roce 1873 pracoval pro časopis Nezavisimost (Nezávislost) a vydával satirický časopis Budilnik (Budíček).

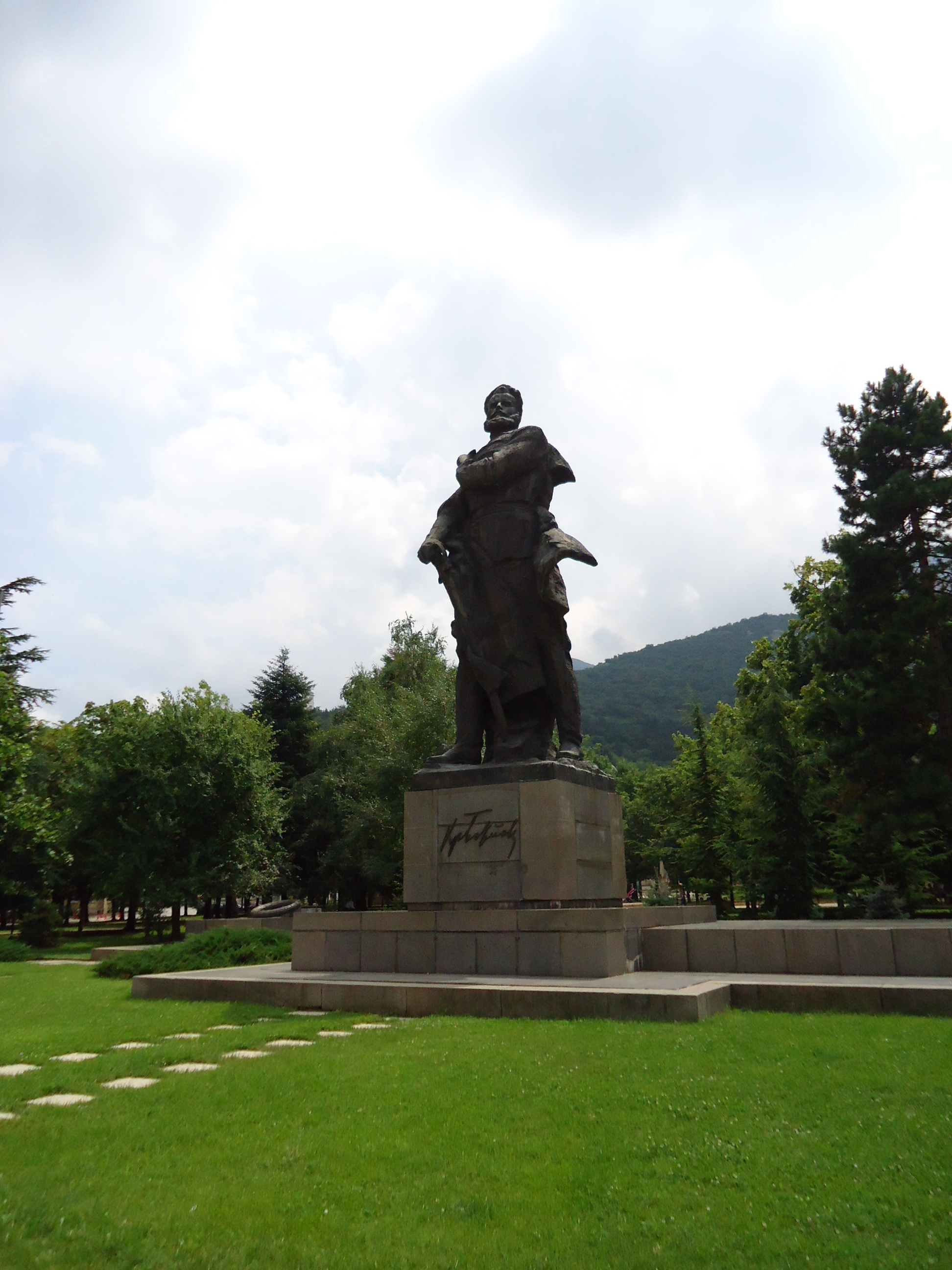
Pomník ve městě Vraca

Po popravě Levského v Sofii v roce 1873 se Botev stal vůdcem radikální frakce a prosazoval ideu okamžitého ozbrojeného povstání. Následujícího roku se stal učitelem na bulharské škole v Bukurešti. Po zrušení časopisu Nezávislost založil týdeník Zname (Prapor), v němž prezentoval svoje politické, filozofické i umělecké ideje. V červenci 1875 se oženil s Venetou Minčevovou-Vezlerovou, která sdílela jeho politické názory a podpořila jej i finančně. Měli spolu dceru Ivanku, ale jejich rodinný život trval jen krátce.

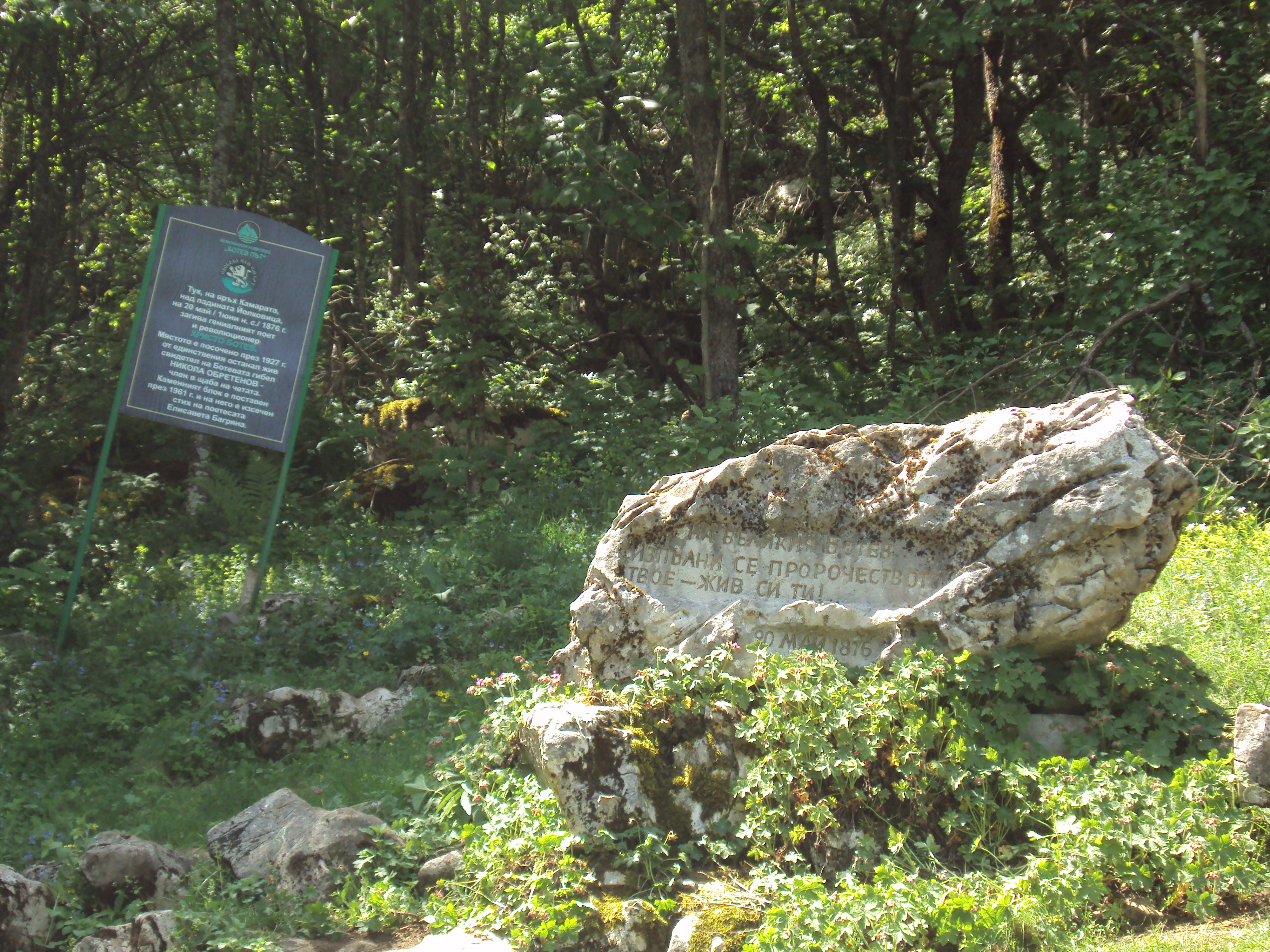
Místo smrti Christo Boteva (Stará Planina, vrch Okolčica) u města Vraca

Po vypuknutí hercegovského povstání v roce 1875 odejel do Ruska s úkolem získat finanční podporu pro povstání v Bulharsku. Toto povstání však selhalo, protože vypuklo předčasně. V důsledku této porážky Botev abdikoval na funkce ve výboru, nicméně pokračoval ve své politické činnosti. Kromě toho se věnoval literární práci. Vydal Kalendáře pro roky 1875 a 1876 s články a básněmi věnovanými osobnostem bulharského národního hnutí a s přítelem Stefanem Stambolovem knihu Pesni i stichotvotrenija ot Boťova i Stambolova. Poté, co v roce 1876 vypuklo dubnové povstání, usoudili radikálové, že je čas na ozbrojený boj. Rozhodli se vytvořit ozbrojenou družinu a vniknout do vlasti; pro politické neshody se nakonec velení ujal Botev, ačkoli neměl žádné vojenské zkušenosti. V květnu se v převlečení za cestující zmocnili parníku Radecký a vylodili se poblíž Kozloduje. Dvousetčlenná jednotka se okamžitě stala terčem tureckých vojsk. Sice se jí podařilo probít do hor, ale zde 1. června (podle starého kalendáře 20. května) byla mezi vrchy Kamara, Kupena a Okolčica (Vola) obklíčena a podlehla přesile; padl zde i Botev. Traduje se, že na vrchu Vola mu byla useknuta hlava a spolu s ostatními bojovníky vystavena na náměstí ve městě Vraca. Mezi lidem vznikla legenda, že nezemřel a dál bojuje proti Turkům.

## Dílo
Z díla Christo Boteva zůstalo zachováno 20 básní, které byly otiskovány v novinách a v roce 1875 vydány knižně. Celý sešit Botevových básní shořel v roce 1877 při požáru ve Staré Zagoře během rusko-turecké války. Psal také články do novin, humoristické a satirické fejetony i literární kritiku a recenze. Připravil překlady alespoň 5 ruských knih, ale z finančních důvodů byly vydány jen Učebnice aritmetiky a kniha D. I. Ilovajského o slovanském původu dunajských Bulharů.
| Bulharský název             | Přepis                        | Překlad                           | Rok první publikace |
| --------------------------- | ----------------------------- | --------------------------------- | ------------------- |
| Майце си                    | Majce si                      | Své matce                         | 1867                |
| Към брата си                | Kam brata si                  | Svému bratrovi                    | 1868                |
| Елегия                      | Elegia                        | Elegie                            | 1870                |
| Делба                       | Delba                         | Společný osud                     | 1870                |
| До моето първо либе         | Do moeto parvo libe           | Své první lásce                   | 1871                |
| На прощаване в 1868 г.      | Na proštavane v 1868          | Na rozloučenou v 1868             | 1871                |
| Хайдути                     | Chajduti                      | Hajduci                           | 1871                |
| Пристанала                  | Pristanala                    | Na verandě                        | 1871                |
| Борба                       | Borba                         | Boj                               | 1871                |
| Странник                    | Strannik                      | Cizinec                           | 1872                |
| Ней                         | Nej                           | Jí                                | 1875                |
| Гергьовден                  | Gergjovden                    | Den sv. Jiří                      | 1873                |
| Патриот                     | Patriot                       | Vlastenec                         | 1873                |
| Защо не съм...?             | Zašto ne sam...?              | Proč nejsem...?                   | 1873                |
| Послание (на св. Търновски) | Poslanie (na sveti Tarnovski) | Poselství (Tarnovskému biskupovi) | 1873                |
| Хаджи Димитър               | Chadži Dimitar                | Chadži Dimitar                    | 1873                |
| В механата                  | V mechanata                   | V krčmě                           | 1873                |
| Моята молитва               | Mojata molitva                | Moje modlitba                     | 1873                |
| Зададе се облак темен       | Zadade se oblak temen         | Objevil se oblak temný            | 1873                |
| Обесването на Васил Левски  | Obesvaneto na Vasil Levski    | Oběšení Vasila Levského           | 1876                |

## Zajímavosti
Nese po něm jméno nejvyšší hora pohoří Stara planina Botev (2376 m), město Botevgrad, mnoho bulharských fotbalových klubů (mezi nimiž nejznámější je PFK Botev Plovdiv), jeden z kanálů bulharského veřejnoprávního rozhlasu či nejvýznamnější bulharská literární cena (Meždunarodna botevska nagrada).
V roce 1972 byla založena státní cena Christo Boteva, která byla udělována jednou za pět let vynikajícím literátům – umělcům, kteří se aktivně zapojili svou prací za upevnění míru a pokroku. Od roku 1972 do roku 1991 bylo uděleno celkem dvanáct titulů Laureátů této mezinárodní ceny.